# Hisaki

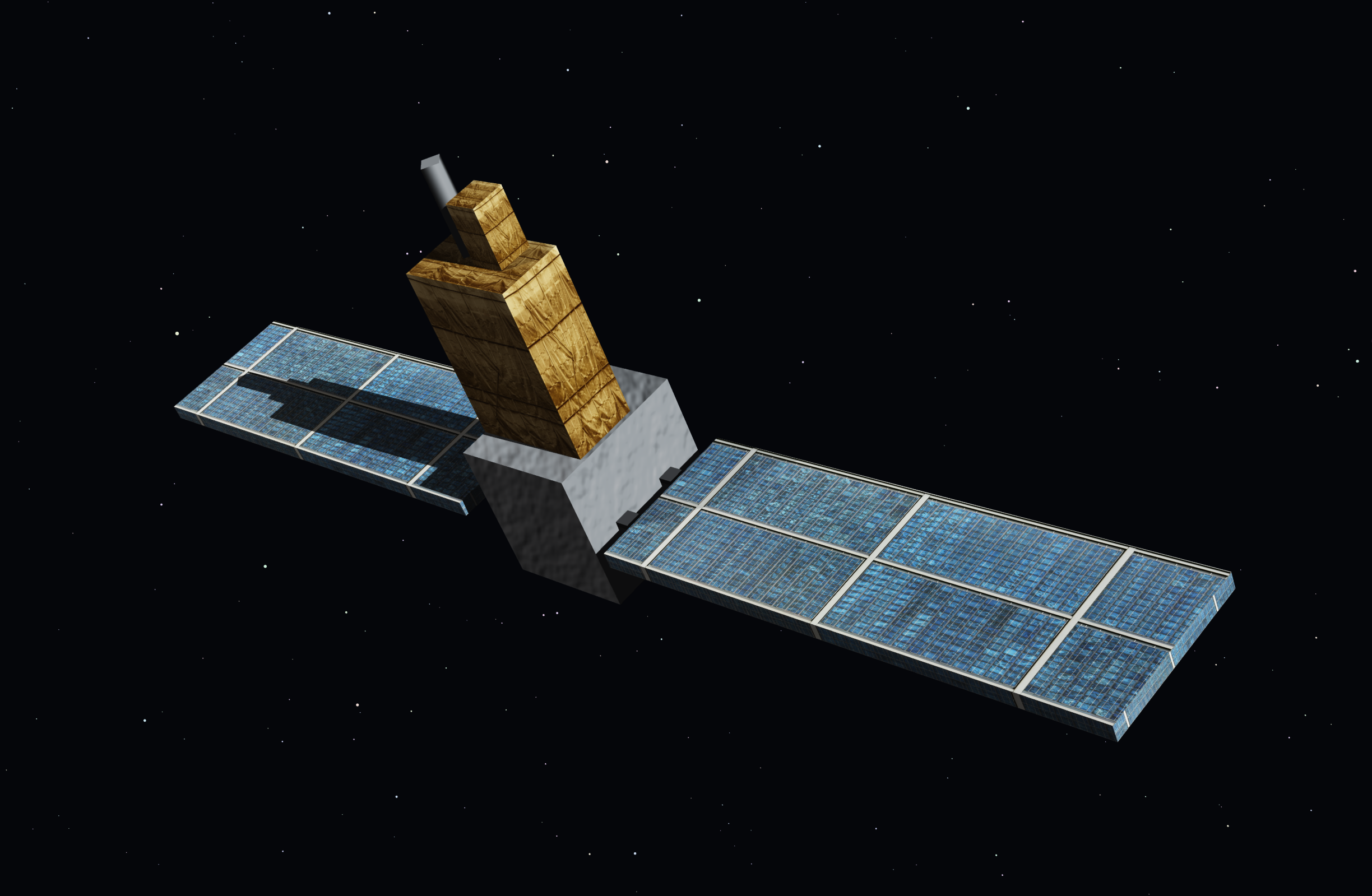
Gráfico artístico do Hisaki em órbita.

O Hisaki, também conhecido por Spectroscopic Planet Observatory for Recognition of Integration of Atmosphere (SPRINT-A) é um satélite de astronomia ultravioleta japonês operado pela Agência Japonesa de Exploração Aeroespacial (JAXA). A primeira missão do programa Scientific Satellite Small, que foi lançado em 14 de setembro de 2013 às 05:00 UTC, durante o voo inaugural do foguete Epsilon.